# الحرية الدينية في أوكرانيا
تُشير حرية الدين في أوكرانيا إلى مدى قدرة الناس في أوكرانيا على ممارسة معتقداتهم الدينية بحرية، مع مراعاة كل من السياسات الحكومية والمواقف المجتمعية تجاه الجماعات الدينية. ونظرًا إلى التدخل العسكري الروسي المستمر في أوكرانيا، فإن بعض المناطق المُعترف بها دوليًا بحكم القانون بوصفها أجزاء من أوكرانيا تديرها روسيا (القرم) أو الجماعات الانفصالية (لوهانسك ودونيتسك).
تكفل القوانين الأوكرانية الحق في الحرية الدينية، وتوفر إطارًا قانونيًا لتسجيل الجماعات الدينية. وأفادت بعض الجماعات الدينية عن صعوبات في الحصول قانونيًا على الممتلكات -متضمنةً الممتلكات التي صادرتها سابقًا حكومة الاتحاد السوفيتي- بسبب المعاملة التمييزية التي تمارسها الهيئات الحكومية المحلية.
قبل الثورة الروسية، كانت القوانين المعادية للسامية تُطبق في أجزاء من أوكرانيا تسيطر عليها الإمبراطورية الروسية، وكان عنف الغوغاء ضد اليهود يحدث بانتظام. ألغت الحكومات الثورية المتعاقبة السلطة التشريعية المعادية للسامية، لكنها قامت أيضًا بحملات مناهضة للأديان، لا سيما في عشرينيات وثلاثينيات القرن الماضي. بحلول الأربعينيات، تحوَّلت السياسة الدينية في أوكرانيا، لتركّز على قمع الميول الدينية المرتبطة بالقومية الأوكرانية مع محاباة الكنيسة الأرثوذكسية الروسية، مع أن الدولة كانت تُروج الإلحاد. في أثناء الحرب العالمية الثانية، اضطُهد اليهود على يد الفصائل النازية والقومية الأوكرانية، في حين رحَّلت الحكومة السوفياتية تتار القرم المسلمين إلى أوزبكستان. توقف الاضطهاد الديني في الاتحاد السوفيتي في الثمانينيات، ما أدى إلى صحوة دينية في أوكرانيا.
أدى تحرير السياسات الدينية وانهيار الاتحاد السوفيتي إلى زيادة الاحتكاك بين الطوائف المسيحية في أوكرانيا، بعد ظهور المظالم السابقة -فضلًا عن المظالم الناجمة عن التحيز السوفيتي للكنيسة الأرثوذكسية الروسية- مجددًا. اعتبارًا من عام 2019، تحولت النزاعات المستمرة بشأن الولاية القضائية بين الكنيسة الأرثوذكسية الأوكرانية -بطريركية كييف- وبطريركية موسكو إلى منازعات بين الكنيسة الأرثوذكسية الأوكرانية -بطريركية موسكو- والكنيسة الأرثوذكسية الأوكرانية التي أصبحت كنيسة قانونية. وقد أُتيحت للمجتمعات المحلية فرصة الانتساب لبطريركية موسكو أو إعادة الانتساب إلى الكنيسة الأرثوذكسية الأوكرانية، واتهم كل طرف الطرف الآخر بإساءة التصرف في عملية إعادة الانتساب. وقامت الجماعات القومية الأوكرانية اليمينية المتطرفة مثل حركة الحرية بالتعدي على أعضاء بطريركية موسكو.
شهدت أوكرانيا العديد من حالات العنف ضد اليهود منذ عام 2003، مع أن مجموعات الرقابة أعلنت سنة 2019 أن الظروف آخذة في التحسن. وكان من الشائع تخريب المباني والآثار الدينية، وتضرَر من ذلك العديد من الطوائف المختلفة. وكانت المباني اليهودية والكاثوليكية الرومانية من بين أكثر المباني استهدافًا. 
في الأراضي غير الخاضعة لسيطرة حكومة أوكرانيا، يتعرض شهود يهوه للاضطهاد على يد السلطات الروسية والانفصالية. وكثيرًا ما أدانت وسائط الإعلام الروسية «شهود يهوه» و«بطريركية كييف» ووصفتهم بأنهم «موالون للفاشية».

## التركيب السكاني
وفقاً للدراسة الاستقصائية الوطنية التي أجراها مركز (رازومكوف) في أكتوبر 2019، وهو مركز تفكير مستقل للسياسة العامة، فإن 64.9% من المستجيبين يذكرون أنفسهم بأنهم مسيحيون أرثوذكس، و9.5% من الكاثوليك اليونانيين، و1.8% من البروتستانت، و1.6% من الروم الكاثوليك، و0.1% من اليهود، و0.1% من المسلمين. ويعرِّف 8% آخرون أنفسهم بأنهم «مسيحيون فقط»، ويقول 8% إنهم لا ينتمون إلى أي طائفة دينية. إضافةً إلى نسبة ضئيلة من البوذيين والهندوس وديانات أخرى.

### تفاصيل أخرى عن المجموعات الدينية
يحلل نفس المسح الذي أجراه مركز (رازومكوف) نسبة 64.9% التي تعد أنها مسيحية أرثوذكسية، و13.2% تنتمي إلى الكنيسة الأرثوذكسية الأوكرانية المشكلة حديثًا، ونسبة 7.7% إلى الكنيسة الأرثوذكسية الأوكرانية -بطريركية كييف، 10.6% من أعضاء الكنيسة الأرثوذكسية الأوكرانية (بطريركية موسكو)، 30.3% من المؤمنين الأرثوذكس فقط، و3.1% لم يحددوا موقفهم. ووفقًا لوزارة الثقافة، فإن اتحاد كوسوفو له جماعات في جميع أقاليم البلد، ويقيم أكبر عدد من متابعي اتحاد كارين فيلق في المنطقتين الغربية والوسطى من البلد. وتمتلك بطريركية الكنيسة الأرثوذكسية الأوكرانية-موسكو، جماعات في جميع أنحاء البلد. يوجد معظم جماعات الكنيسة الأرثوذكسية الأوكرانية المستقلة في غرب البلاد.
إن أتباع الكنيسة الكاثوليكية اليونانية الأوكرانية، أكبر كنيسة غير أرثوذكسية تضم نحو 4 ملايين عضو، يسكنون أساسًا في المقاطعات الغربية لڤيف، لوتسك، إيڤانو -فرانكيفسك، وتيرنوبيل. ويُقدَّر عدد أعضاء الكنيسة الكاثوليكية الرومانية بمليون عضو. ومعظم جماعاتها موجودة في إقليم لڤيف، شميلنكي، زيتومير، ڤينيتسيا، وزكارباتيا. يعد الاتحاد المعمداني الإنجيلي في أوكرانيا أكبر جالية بروتستانتية. وتشمل الفرق المسيحية الأخرى الخمسينيين والسبتيين واللوثريين والانڠليكانيين والكالڤنيين والميثوديين والمشيخيين وشهود يهوه وكنيسة يسوع المسيح لقديسي الأيام الأخيرة.
تقدر الوكالات الحكومية ومراكز الفكر المستقلة عدد السكان المسلمين بـ 500 ألف نسمة. بعض القادة المسلمين قدّروا الرقم بمليونين. وفقًا للأرقام الحكومية، فإن غالبيتهم من تتار القرم، ويُقدر عددهم بـ 300 ألف شخص. وفقًا لبيانات التعداد الحكومي عام 2001، يعيش 600 103 يهودي في البلاد، ويشكلون نحو 0.2% من السكان. وتذكر رابطة المنظمات والجاليات اليهودية أنه يوجد نحو 300 ألف شخص ينحدرون من أصل يهودي في البلد.

### الأراضي المتأثرة بالتدخل العسكري الروسي
وفقًا للمجلس الحاخامي، كان نحو 30 ألف يهودي يعيشون في منطقة (دونباس) قبل التدخل العسكري الروسي في شرق أوكرانيا. تُشير تقديرات الجماعات اليهودية إلى أن ما بين 10 آلاف و15 ألف من السكان اليهود كانوا يعيشون في شبه جزيرة القرم قبل ضم روسيا لها. وهناك أيضًا البوذيون وفالون غونغ والبهائيون وجماعة كريشنا.

## تاريخيًا

### نظرة عامة

#### كنيسة كييف
كانت المسيحية، تحديدًا المسيحية البيزنطية، الدين الرسمي لروس كييف منذ سنة 998. وبعد الانقسام بين الشرق والغرب، ظلت كنيسة كييف أرثوذكسية. وخلال هذه الفترة، كان اليهود والمسلمون موجودين أيضًا في جمهورية كييف، وإن ظل يُنظر إليهم بوصفهم مختلفين عن المنحدرين من أصل أوكراني أو روسي.
مع تفكك روس كييف في القرنين الثاني عشر والثالث عشر، انقسمت الأراضي التي تمثل أوكرانيا الحالية بين أقطاب سياسية ودينية مختلفة: روسيا وليتوانيا وبولندا. نَقلت كنيسة كييف مقرها إلى موسكو، وانفصلت عن الكنيسة البيزنطية سنة 1448، وأكملت استقلالها عن القسطنطينية بوصفها الكنيسة الأرثوذكسية الروسية سنة 1598. لكن كنائس كييف السابقة في دوقية ليتوانيا الكبرى احتفظت بولائها للقسطنطينية، وطعنت في ادعاء الكنيسة الروسية بأنها الخلف الحقيقي لكنيسة كييف. سنة 159، اتحدت كنائس كييف السابقة في ليتوانيا مع الكنيسة الكاثوليكية باسم كنائس الكاثوليك الشرقية (الكنائس الموحدة).

#### انتفاضة شميلنكي والإمبراطورية الروسية
كانت انتفاضة شميلنكي في القرن السابع عشر ضد الكومنولث البولندي الليتواني بقيادة القوزاق الأوكراني ردًا جزئيًا على محاولات الضغط على الأرثوذكس الأوكرانيين لحملهم على اعتناق الكاثوليكية. فقد شهد الصراع قدرًا كبيرًا من أعمال العنف ذات الدوافع الدينية، إذ استهدفت قوات المتمردين اليهود والكاثوليك. ونتيجة للحرب، انتهت الإمبراطورية الروسية إلى ضم معظم الأراضي الأوكرانية عرقيًا. لاحقًا، تعززت الأرثوذكسية الروسية، وقُيّدت الحرية الدينية. طوال القرن التاسع عشر وأوائل القرن العشرين، كان اليهود هدفًا للمذابح في أوكرانيا وفي أنحاء أخرى من الإمبراطورية الروسية. سنة 1882، وضع ألكسندر الثالث قوانين مايو، وهي سلسلة من القوانين التمييزية التي تستهدف اليهود، التي ظلت سارية حتى قيام الثورة الروسية 1917.

#### الدين في الحركة الأوكرانية القومية المبكرة
في القرنين الثامن عشر والتاسع عشر، كان القوميون الأوكرانيون الذين كانوا يناضلون من أجل إقامة دولة أوكرانية مستقلة ينظرون إلى الانقسامات الدينية بوصفها عقبة تحول دون وحدتهم الوطنية، وعمدوا إلى إلغاء تأكيد الهوية الدينية لصالح العلمانية بوصفها الأساس الذي تقوم عليه الهوية الأوكرانية.

### الحقبة السوفيتية

#### السوفيتية المبكرة
في أثناء الثورة الروسية والحرب الأهلية التالية لها، استمر ارتكاب المذابح في أوكرانيا على يد الفصائل المشاركة. ألغت الجمهورية الأوكرانية والحكومة الروسية المؤقتة القوانين المعادية للسامية، واعتُمدت اللغة اليديشية لغةً قومية وتم تمثيل اليهود في المناصب الحكومية. وفي أعقاب الحرب الأهلية الروسية، أصبحت أوكرانيا من الجمهوريات المشكّلة للاتحاد السوفيتي. استمرت الحرية الدينية النسبية في أوائل عشرينات القرن الماضي، رغم تنظيم الحكومة لحملات مناهضة للأديان عمومًا. استُهدِف الكاثوليك الشرقيون بسبب اضطهادهم الشديد خصوصًا، لأن الحكومة السوفيتية كانت قلقة من أن علاقاتهم بالكنيسة الكاثوليكية قد تدعم مناهضة الاتحاد السوفيتي من الخارج. تساهلت السلطات السوفيتية مع المسيحيين الإنجيليين والمعمدانيين، إذ لم تعدهم خطرًا سياسيًا. وحُظر تمامًا الخمسينيون والسبتيون وشهود يهوه، والفرق البروتستانتية التي كانت تقاوم الدولة علانية. وتعرض الكاثوليك الرومان واليهود والمسلمون للاضطهاد.

##### الكنائس الأوكرانية في بداية الاتحاد السوفييتي
في عشرينيات القرن العشرين، تلقت الكنيسة الأرثوذكسية الأوكرانية المستقلة بعض الدعم من الحكومة السوفيتية، إذ عُدّت هذه الكنيسة بديلًا تقدميًا للكنيسة الأرثوذكسية الروسية الملكية. لكن مع ارتباط الكنيسة بالقومية الأوكرانية، غيّرت الحكومة السوفييتية موقفها، واعتقلت قياداتها جماعيًا في أوائل الثلاثينيات، لكن دون القضاء على الكنيسة.

##### اليهودية في أوكرانيا السوفييتية
في عشرينيات القرن العشرين، كانت الحملات المناهضة للدين التي استهدفت اليهود في الاتحاد السوفيتي يقودها يبيسكتسيا، وهو القسم اليهودي في الحزب الشيوعي. سعت هذه الحملات إلى خلق هوية علمانية لليهود الإثنيين في المجتمع السوفييتي، على النقيض من الهويات الدينية والصهيونية التي سخرت منها الحكومة بوصفها رجعية. وجزءًا من هذا البرنامج، تأسست الوكالتان «كومزيه» و«أوزيه» لإعادة توطين اليهود في الجمعيات الزراعية. حاول أوزيه إعادة توطين اليهود في شبه جزيرة القرم. سنة 1930، حُلّت يبيسيكتسيا، ولم تُترك أي منظمة يهودية مركزية في الاتحاد السوفياتي، علمانية أو دينية.